# Ojibwa
Ojibwa er en algonkinsproget indianerstamme, som i dag udgør den tredjestørste enkeltgruppe af de tilbageværende nordamerikanske urbefolkninger nord for Mexiko. Ifølge US Census Bureau var Ojibwa år 2000 den femtestørste gruppe af USA's oprindelige befolkninger, med 149.669 individer. I Canada findes yderligere omkring 76.000 personer. Chippewa er en forvrænget engelsk navneform, som har vundet en vis hævd i litteraturen, især i USA.

## Navnet
Navnet "Ojibwa" betyder bogstavelig talt "at grille til [det] rynker". Udtrykkets oprindelse er ikke klarlagt med fuldstændig sikkerhed. Den førende autoritet i ojibwaernes historie, William Whipple Warren, som selv var 3/8 ojibwa, noterede at hans informanter blandt ojibwaerna ofte først svarede undvigende, eller slet ikke, når spørgsmålet blev rejst. Når han derefter fremturede, hed det sædvanligvis, at det havde med tilvirkningen af ojibwaernes rynkede mokkasiner at gøre. Warren nåede dog til den slutning, at en anden, mindre hyppig, version, som han hørte om, var mere sandsynlig og kunne forklare de mange undvigende svar. Informanterne ville ikke fortælle, at det, som ojibwaerne plejede at grille, var deres tilfangetagne fjender. Det, som da rynkedes, var de elgskind, som man pakkede dem ind i, for at grillningen skulle vare længere inden, at de døde.
Det er muligvis denne baggrund for navnet, som har gjort, at ojibwaerne med tiden gradvist gik over til en anden, for mange algonkin-talende folk fælles benævnelse, anishinaabeg, hvilket frit kan oversættes omtrent til "de rigtige mennesker", eller "de fremmeste mennesker". Den bogstavelige oversættelse er nærmest: "mennesker uden mening/formål", det vil sige i den positive betydning mennesker med en eksistensberettigelse i sig selv, uden behov for ydre årsager.
Der findes yderligere hypoteser, især blandt moderne lingvister, som stiller spørgsmålstegn ved Warrens tolkning og hans informanter. Ifølge den mest udbredte af disse hypoteser har ordet noget at gøre med fremstillingen af de på hænder tegnede piktogrammer, som anvendtes i visse af ojibwaernes hemmelige medicinritualer (midewiwin) i hvert fald i de sidste 150–200 år. Den rent sproglige hypotese bygger på ordlighed (lydlighed), men forklarer ikke hvordan, hemmelige ceremonier inden for en lille klan kan have givet ophav til stammenavnet. Den forklarer heller ikke hvordan, det kan være, at hverken den ojibwatalende (som modersmål) Warren eller nogen af hans informanter forbandt det aktuelle udsagnsord (ozhibii'iweg) til stammenavnet.

## Sproget
Ojibwaerne taler egentlig en række forskellige og indbyrdes ret nært beslægtede dialekter af anishinaabemowin, et algonkinsprog, som tales af de nordamerikanske urbefolkninger, som kalder sig selv anishinaabeg. Til dem hører ud over ojibwa de egentlige algonkiner, ottawaerne og potawatomierne. Ud over mange forskellige lokale dialekter karakteriseres især ojibwasprogets moderne vestligste varianter af et stort antal låneord fra cree, fransk og engelsk. Groft set plejer man at regne med tre forskellige hovedvarianter af ojibwasproget, med gradvise overgangszoner mellem de forskellige dialekter.
Det er også svært af rent sproglige grunde at fastslå, hvor grænserne mellem de forskellige folkeslag egentlig går. Ottawaernes (egentlig odawaa) sprog er for eksempel så lig visse ojibwa-dialekter, at det egentlig lige så godt skulle kunne kaldes for en ojibwa-dialekt. Det samme gælder de egentlige algonkiner. Ligesom ojibwaerne (og ottawaerne) kalder de sig anishinaabeg, men ojibwaerne anser alligevel, at de er et andet folk: Odishkwaagamii ("bor ved søens ende"). Grundårsagen til, at disse folk anser sig for at være uens folk, er glemt, men den er åbenbart ikke af sproglig natur.
Anishinaabemowin antages undertiden af lingvister at have udgået fra et fælles "proto-algonkinsk" sprog, men efter som det fra og med 1600-tallets slutning var lingua franca i området omkring de store søer, er den sproghistoriske udvikling svær at følge og slutninger herom usikre. Det er for eksempel ikke sikkert, om ottawasproget for flere hundrede år siden var lige så nær ojibwa-dialekterne, som det er i dag. I stedet kan det være således, at anishinaabemowin snarere skal ses som en videreudvikling af det fælles handelssprog, som de berørte stammer udviklede i 1600- og 1700-tallet end et opsplittet "proto-algonkinsk" sprog, som muligvis taltes for flere tusinde år siden og for hvis eksistens, der ikke findes nogen beviser. Hvad, der er årsag og virkning, er ikke let at fastslå, eftersom et historisk skriftsprog savnes.

## Historie

### Tidlig historie
Ifølge sin egen mundtligt overleverede historie levede Ojibwa for mange århundreder siden ved "det salte vand i øst" omtrent ved Saint Lawrence-flodens munding, sammen med andre "anishinaabeg", nemlig ottawa og potawatomi. Det meste tyder på, at de alle forlod atlanterhavskysten engang i 1500-tallet. Ifølge ojibwaerne var årsagen en eller flere epidemier, som dræbte mange af dem og gjorde stedet til "dårlig medicin". De påbegyndte derfor en gradvis forflytning vestpå for at finde et egnet sted for en ny permanent bosætning. Ved Mackinacsundet, som sammenbinder Michigansøen og Huronsøen, skiltes man fra ottawaerne, som valgte at forblive der, og potawatomierne, som valgte en anden vej og drog sydpå langs Michigansøens bred. Ojibwaerna gik mod Øvre sø i nordvest.
Ojibwaerne oprettede formentlig engang i midten af 1500-tallet sin største by på Madeline Island (før La Pointe Island), i det nuværende Wisconsin, som er den største ø i øgruppen Apostle Islands i Øvre sø. De kaldte øen Moningwunakaaning ("den gulbrystede flagspættes ø"). Omtrent på den tid deltes stammen op i to fraktioner, hvorved den anden og større oprettede sine bopladser langs Øvre søs nordlige bred.
Gennem disse forflyttelser var ojibwaerne kommet på en bekvem afstand fra sine ældste kendte fjender, irokeserne, som de kaldte nadowag ("giftslanger"). Den nordlige fraktion grundlagde en af sine byer ved Rainy Lake hvor de før første gang stødte på assiniboiner og cree med hvilke man etablerede fredelige forbindelser. Deres stammefrænder på Madeline Island var ikke så heldige. På fastlandet i syd og vest fandtes to krigeriske naboer, som ikke anså, at der var plads til de nyankomne, nemlig odugameeg (fox) og aboinug (dakota-siouxer). Begge disse stammer gjorde omfattende angreb mod byen på Madeline Island men blev slået tilbage.
Den tidligste skrevne rapport, i hvilken ojibwaerne med sikkerhed kan identificeres, stammer fra jesuitpræsten Claude-Jean Allouez, som besøgte dem i 1665 i forbindelse med, at han oprettede missionsvirksomhed hos ottawaer, som havde slået sig ned ved Shagawaumikong (nu Chequamegon Bay). Men ifølge ojibwaerne selv var "præsten med den sorte kåbe" ikke den første hvide mand som kom til dem. Jesuiterne kom i virkeligheden til området ledsagede af handelsmænd, som under flere års tid havde besøgt regionen. Der findes noget mere usikre jesuitrapporter allerede fra 1647–1648 i hvilke omtales "saulteaux", som opgaves at være algonkinsprogede og formentlig er identiske med Ojibwa.
Ojibwaernas første kontakt med de hvide skete ifølge dem selv derved, at en af deres krigere ved navn Masewapega på en længere kanofærd østpå observerede en tømmerhytte ved bredden og gik i land for at se hvem, som boede der. Han mødtes af hvide mænd, som rakte hånden frem mod ham og derefter viste ham rundt. Masewapega noterede, at de hvide mænd var fremgangsrige jægere med et meget stort lager af bæverskind, hvilket tydede på, at de havde "stærk medicin" for jagten. De hvide mænd virkede som om, de prøvede at forklare ham, at de ville tilbytte sig flere skind og gav Masepawega en ståløkse. Året derpå vendte Masewapega tilbage til de hvide med flere stammefrænder. De havde mange bæverskind med sig mod hvilke, de blandt andet tilbyttede sig stammens første håndildvåben. En konsekvens af det blev, at fox-indianerne og dakotasiouxerne næsten helt blev tvungne til at ophøre med deres forsøg på at forvise ojibwaerne. I stedet gik disse stadig oftere over til fastlandet og begyndte successivt at fortrænge deres konkurrenter fra området.
Muligvis havde de hvide ikke kun stærk medicin men også en smitsom sygdom, som hastigt bredte sig blandt ojibwaerna og førte til, at man overgav byen på Madeline Island, hvilket skete på den tid. Besøg på øen blev derefter undgået i flere årtier af ojibwaer, og de hævdede i generationer derefter, at onde ånder på kort tid havde taget den i besiddelse. Nogle år inden, at den sortkåbede præst ankom, fandt dog nogle unge og uforfærdede krigere ved et tilfælde to udsultede hvide mænd på øen og tog dem til deres by på fastlandet. Det var de hvides første besøg hos dem, og det viste sig, at de var kommet for at bedrive handel med ojibwaerne, men ikke havde fået information om, at byen på Madeline Island var blevet overgivet. Warren daterer, ved at regne i generationer, ojibwaernes første møde med de hvide til omkring 1612, hvilket forekommer noget optimistisk. Officielle franske kilder opgiver, at Champlain som første europæer nåede frem til Huronsøen i 1615 og at hans sendebud Jean Nicolet i 1634 blev den første til at færdes på Michigansøen. Omkring 1640 er nok en mere sandsynlig datering.

### Den franske periode 1665–1759
De franske handelsmænds ankomst til de store søer indebar, at de stammer, som lå bedst til geografisk og hos franskmændene først kunne tage del i den europæiske civilisations produkter, af hvilke de to især mest efterspurgte blev håndildvåben og alkohol, sidstnævnte oftest i form af rom. Disse produkter førte snart til problemer. Et gevær kunne i 1689 købes i Montréal for fem bæverskind, og der fandtes en enorm bæverstamme ved de store søer. Ojibwaerna, som havde indledt venskabelige og nære relationer med franskmændene, blev snart langt bedre bevæbnede end deres traditionelle konkurrenter. Magtbalancen i området blev forskudt drastisk til deres fordel.
Franskmændene sluttede i 1671 en handelsaftale i Sault Ste. Marie med alle interesserede indianerstammer i den nordøstlige region og grundlagde på samme sted en stor handelsstation. Ojibwaerne repræsenteredes ved lejligheden af en stor delegation. Den franske handelsdelegation blev ledet af Sieur du Lusson, og blandt franskmændene fandtes også en Monsieur Cadeau, stamfader til slægten Cadotte, som William W. Warren stammede fra gennem sin mor. I 1670-erne indtraf de første direkte af franskmændenes tilstedeværelse forårsagede væbnede konflikter mellem ojibwaer og siouxer. Under de følgende årtier blev en af de fire dakotastammer, Mdewakanton, tvunget til trinvis at overgive bredderne ved den store sø efter hvilken, de havde fået deres navn, M'de wakan, "den hellige sø" (nu Mille Lacs Lake). Nogle år efter handelsaftalens indgåelse byggede franskmændene en endnu større handelsstation, kaldet Grand Portage, ved Øvre sø og blev dermed de første europæere, som indrettede en fast bosættelse inden for det, som senere blev delstaten Minnesota.
Samtidig fik franskmændene konkurrenter. Englænderne forsøgte at trænge ind i området fra deres base ved Hudson Bay og dumpede i 1689 af rent magtpolitiske årsager prisen på et gevær til to bæverskind. Hurtigt blev assiniboiner og cree mindst lige så vel bevæbnede som ojibwaerne, og siouxerne, som trods alt var langt de fleste i antal, blev stadigt mere trængte af deres naboer, som ikke tøvede med at skyde mod en sioux så snart, de så en. Det, som udjævnede oddsene noget, var, at siouxerne var mange gange flere og derfor begyndte at praktisere virkeligt storslåede angreb på en ojibwaby ad gangen. Desuden angreb de franskmændene og dræbte 20 af dem på en ø i Lac des Bois i sommeren 1736. Det førte atter til en serie udrensningskrige, hvor ojibwaerne tvang siouxerne til at flytte længere vestpå mod Mississippifloden.
Forholdet mellem ojibwaer og franskmænd udvikledes under den franske periode til en meget nær forbindelse, og ægteskaber mellem franskmænd og ojibwakvinder blev snarere reglen end undtagelsen. De franske "voyageurs du Nord" udviste en stor smidighed og evne til at tilpasse sig urbefolkningens sædvaner og forestillinger. Ifølge Warren var hovedårsagen, at den gennemsnitlige franske pelsjæger sædvanligvis var analfabet, helt uden dannelse og meget overtroiske. De var i virkeligheden ikke så ulig ojibwaerne, mente Warren, og deri ligger hovedforklaringen på, at franskmændene var det eneste europæiske folk, som formåede at komme på venskabelig fod med stort set alle stammer i området.
Da åben krig brød ud mellem Frankrig og England på det amerikanske kontinent, deltog ojibwaer og flere andre algonkinstammer på den franske side i kampen mod de hadede englændere, som de kaldte Shaagunaash ("de kommer fra støvet"). Ojibwaernes krigshøvding Mamongesedo ("stor fod") blev den franske general Montcalms vigtigste underofficer i den såkaldte syvårskrig (1756–1763). Det franske nederlag blev svært at sluge for deres algonkinske allierede, og en åben fjendtlighed mod englænderne varede ved mange år efter, at Montcalm var faldet og franskmændene havde lidt et afgørende nederlag ved Québec i 1759. Efter nogle relativt fredelige år med britisk okkupation eksploderede den spændte situation i et blodigt oprør under ledelse af ottawahøvdingen Obwandiyag, også kendt som Pontiac.

### Den britiske periode 1760–1812
Englænderne overtog i 1760 de franske forter ved de store søer, men at overtage områdets handel fra franskmændene viste sig at være et større problem. Ojibwaer og andre algonkinstammer optrådte i bedste fald reserveret, i værste direkte fjendtligt mod Alexander Henry og andre britiske handelsmænd, som i 1760'erne forsøgte at etablere sig i området. På den britiske konges (Georg 3.s) fødselsdag 4. juni 1763 brød det af Obwandiyag ledte oprør ud. Ni af de tolv engelske forter blev erobrede ved overraskelsesangreb. Ojibwaernes hovedindsats bestod i overtagelsen af Fort Michilimackinac ved Mackinacsundet. En meget stor del af de vestlige ojibwaer afstod dog fra at tage del i oprøret. Den ved tiden ledende franske handelsmand i området Jean Baptiste Cadotte fraråede dem bestemt og formåede at overbevise de fleste af dem om, at en fortsat krig mod briterne var udsigtsløs.
Det følgende år, 1764, marcherede 3000 britiske soldater under ledelse af oberstløjtnant John Bradstreet til Detroit og tog Fort Erie i besiddelse som en bekræftelse på Cadottes advarsler. Samme år indkaldte briterne 22 indianerstammer til et møde i Niagara og gav dem et fredstilbud med et eneste alternativ: "As you cannot otherwise fail of being destroyed". Efter at fred var blevet sluttet, blev en aftale også indgået om hvorledes, handelen i området skulle fordeles mellem Henry og Cadotte, hvilket resulterede i, at de oprettede et fælles kontor i Sault Sainte Marie.
Ojibwaerne vendte atter sin krigeriske interesse mod dakotaerne og udkæmpede 1768 to store slag mod Mdewakanton-fraktionen i Crow Wing og Sandy Lake. I striden ved Sandy Lake spillede de hvide en vis rolle. Ojibwaerna var nemlig højst berusede af billig rom, da dakotaerne angreb deres by og de led derfor store tab, inden at dakotaerne trak sig tilbage tilfredse med de skalpe, som de havde taget af deres arvefjender. På hjemvejen havnede de dog i et baghold ved Crow Wing, som udlignede tabstallene. Efter disse to strider opgav Mdewakanton endegyldigt sine forsøg på at genvinde de tidligere mistede jagtmarker fra ojibwaerna og forlod sine lejre ved Rum River for at flytte til fredeligere områder ved Minnesota River. Ved dette træk blev St. Croix River en naturlig grænse mellem ojibwaernes og dakotaernes jagtmarker. Den grænse respekteredes nogenlunde af begge parter i mere end to årtier, idet større sammenstød kun indtraf et par gange, 1780 ved Elk River og omkring ti år senere ved St. Croix Falls.
Til roens bevarelse bidrog koppe-epidemien omkring 1782 som næsten udryddede ojibwabyen ved Sandy Lake, en af deres største. Byen havde formået at komme sig nogenlunde da dakotaerne opretholdt tiårsintervallet mellem striderne ved at angribe den omkring år 1800 med en styrke på ca 400 krigere. Af Sandy Lakes ojibwaer overlevede denne gang kun et fåtal børn, som blev tilfangetagne, og en kvinde, som havde gemt sig i tæt vegetation. De havde størst mulig uheld derved, at de blot dage inden angrebet havde jaget sammen med en af de stærkeste ojibwagrupper, Muk-im-dua-win-in-e-wug ("mænd som tager med vold"), af engelsktalende kaldet "The Pillager band". Men inden dakotaerne ankom, var jagtdeltagerne blevet delt og den anden gruppe begivet sig til sine lejre ved Leech Lake.
Området ved Sandy Lake genbefolkedes ret hurtigt af andre ojibwaer, som flyttede dertil fra Øvre sø og i de kommende år fortsatte deres ekspansion mod Mississippifloden og dakotaernes langsomme retræte mod syd og sydvest. Det britiske styre og ojibwaerne kom aldrig rigtig ind i et harmonisk forhold. Men ojibwaterritoriet ekspanderede trods det i disse år til sin største udstrækning. De beherskede hele området nord og nordvest for Michigansøen, som senere blev en del af Michigan, den nordlige halvdel af såvel Wisconsin som Minnesota og omtrent den sydvestligste fjerdedel af Ontario.
Da krigen mellem Storbritannien og USA brød ud 1812, nægtede ojibwaerne at imødekomme briternes opfordringer til at stille sig på kongens side. De 9.000 ojibwakrigere omkring Øvre sø, Mille Lacs Lake og Leech Lake, hvis hjælp påkaldtes med både kongelige dekreter og skjulte trusler, iagttog en strikt neutralitet mens krigen varede. Kun et fåtal af de østligste ojibwaer, som holdt til blandt ottawaerne ved Huronsøen fulgte opfordringerne, mest for ikke at komme i konflikt med deres algonkinske slægtninge, som var mere villige til at støtte briterne. En bidragende årsag til ojibwaernes holdning var, at de ved at successivt fortrænge dakotaerne var kommet i direkte kontakt med disses militært betydeligt stærkere slægtninge yanktonsiouxerne, som under ledelse af Shapah ("bæver") og senere dennes søn Wanahta ("han angriber") gjorde livet besværligt for ojibwaerne og deres krigshøvding Eschkebug-e-coshe ("hans mund er flad"). Briternes nederlag til USA tog man med et skuldertræk. Det mentes ikke at have nogen betydning for de vigtigste anliggender i ojibwaernas liv: den fortsatte handel med dyrehuder, våben og alkohol.

### Ojibwaern og USA – etnisk rensning og kamp mod tvangsforflytning
Efter krigen mellem Storbritannien og USA var grænsen mellem de to lande tydeligere end tidligere for områdets urbefolkninger, og beroende på på hvilken side, de endte, fik ojibwaerne en noget uens skæbne. Interessen fra USAs side tiltog mere og mere. Ojibwaerne havde egentlig ikke haft noget med USAs regering at gøre med undtagelse af Zebulon Pikes korte besøg 1806. Men 1820 ankom Michigans guvernør Lewis Cass med militær eskorte til Sault Sainte Marie på inspektionsrejse for at informere sig om handelen i området og købte samtidigt et mindre landområde af ojibwaerne. Af de to nærværende høvdinge nægtede dog den ene at underskrive købebrevet, og den anden opgav et falsk navn. Hvad den under indirekte våbentrussel "opkøbte" jord skulle anvendes til, fremkom 1822, da forsvarsminister John C. Calhoun lod oprette Fort Snelling (den gang Fort St Anthony), USAs første militærpostering ved den plads sydvest for Øvre sø, hvor Mississippifloden møder Minnesota River, sammen med noget, som kaldtes "Indian agency". Der installeredes den første tjenestemand nord for Prairie du Chien som udelukkende skulle arbejde med "indianerspørgsmål", major Lawrence Taliaferro.
Et aspekt af dette spørgsmål var den stadige krigstilstand mellem ojibwaerne og de forskellige siouxgrupperinger. For at løse problemet kaldtes de til et møde i Prairie du Chien den 19. august 1825. Høvdingene for elleve ojibwagrupper undertegnede en fredsaftale med siouxerne, hvorved en permanent grænse blev slået fast. Efterhånden viste det sig, at der fandtes yderligere et antal ojibwagrupper som ikke var repræsenterede, og de blev derfor indkaldt til at underskrive aftalen i august 1826 og det kunne derefter ratificeres af USAs senat den 2. februar 1827. Trods aftalen blev ojibwaer angrebet ved to lejligheder i 1826–1827 af siouxer i nærheden af Fort Snelling, hvilket ledte til, at militæret greb ind og overlod lederne af angrebene til ojibwaerne, som givetvis dræbte dem. Den 20. maj 1829 samledes flere hundrede repræsentanter for de to stammer til en fredsdans ved Fort Snelling, uden for Taliaferros hus.
Af ukendte årsager indledte dog Eschkebug-e-coshe allerede i foråret 1832 atter et angreb mod siouxerne, hvorved tre siouxer og en ojibwa blev dræbt. Han besøgte derefter den nye amerikanske indianertjenestemand Henry R. Schoolcraft og klagede over, at siouxerne ikke fulgte aftalen fra 1825 og at et stort antal mindre angreb og grænseprovokationer havde tvunget ham til modtiltag. Han oplyste tillige Schoolcraft om, at en større straffeekspedition var på vej. I februar 1833 angreb 60 ojibwakrigere under ledelse af Songukmig en siouxby og dræbte 19 siouxer, hvilket naturligvis ledte til et modangreb, som ramte ojibwabyen ved Mille Lacs Lake, hvor ti ojibwaer blev dræbt. Dermed var alt som sædvanligt igen, og USAs intervention kunne føjes til som et af dets mislykkede indgreb i lokale konflikter.
Næste skridt i USAs anstrengelser for at pacificere området og trænge ojibwaerne væk fra deres traditionelle jagtmarker var et møde i Fort Snelling 1837, sammenkaldt af guvernør Henry Dodge. På dette møde skrev ojibwaerne, selv uvidende, den 19. juli under på en aftale, som juridisk set overførte en stor del af deres område til USA. Aftalen ratificeredes af USAs senat den 15. juni 1838.
Det store praktiske problem med at kolonisere det nyerhvervede område med hvide betød, at stridighederne mellem ojibwaer og siouxer blev genoptaget og forstærket. En af mdewakanton-siouxernes grupper, Kapozha, havde fået en ny duelig krigsleder i Taoyateduta, som havde genoptaget det gamle dakotaprogram med generobring af Mille Lacs Lake på sin dagsorden. Da USA 4. oktober 1842 i La Pointe med hjælp af store mængder gratis whiskey formåede at få ojibwaerne med på næste landafståelse, var man allerede i hemmelighed begyndt at planlægge en tvangsforflytning af parterne for at opnå permanent fred i området. Mens denne planlægning pågik, lykkedes det USA ved aftalen i Fond du Lac 1847 at franarre ojibwaerne yderligere et landområde ved at konstruere en traktattekst, som gjorde området till en lokal og medgørlig ojibwahøvdings personlige ejendom. Han solgte det derefter til USA.
Konsekvensen af de mærkelige landafståelser fremgik 1849, da ojibwaernes land de jure forvandledes til Minnesotaterritoriet og de selv til indtrængende med en uklar juridisk status på amerikansk territorium. De forventedes nu at afstå fra deres rettigheder til det land, hvor de havde boet i generationer og få sin vigtigste forsørgelse i form af årlige underhold fra USA. Den nytiltrådte guvernør over territoriet, Alexander Ramsey, iværksatte 1850 på ordre af præsident Zachary Taylor den planlagte forflytning af ojibwaerne øst for Mississippifloden over til den vestlige side. Samtlige 19 ojibwagrupper fik meddelelse med meget kort varsel om at de skulle samles ved Sandy Lake i oktober for uddeling af det årlige underhold, ikke som tidligere meddelt ved La Pointe. Ojibwaerne, som nu havde vænnet sig til at planlægge sin overlevelse ud fra den årlige uddeling af fødevarer, havde intet valg. De begav sig til Sandy Lake.
At en del af det årlige underhold af mad og andre fornødenheder forsvandt på vejen var intet nyt, men den omfattende omorganisering 1850 med det administrative kaos, det medførte, foranledigede de ansvarlige tjenestemænd ved Office of Indian Affairs og underleverandørerne til at stjæle mere end sædvanligt af indianernes rationer. Desuden forsinkedes uddelingen og det, som var tilbage af madvarerne, blev først uddelt i december. I ventetiden måtte ojibwaerne æde alt som kunne fortæres i det på den tid kraftigt overbefolkede område ved Sandy Lake, hvilket resulterede i, at ca 400 af dem døde af dysenteri og sult. Et mærkeligt sammenfald er det, at den hovedansvarlige for katastrofen, præsident Zachary Taylor, samme år døde af akut gastroenteritis og efterfulgtes af sin vicepræsident Millard Fillmore.
Præsident Fillmore tilbagekaldte beslutningen om tvangsforflytninger af ojibwaerne og beordrede, at man i stedet skulle indrette et indianerreservat inden for det gamle ojibwaterritorium. Efter besøg af en ojibwadelegation under Gichiwaishke, også kendt som Chief Buffalo, lod Fillmore sig overbevise om, at ojibwaerne var blevet udsat for bevidst bedrageri 1837 og 1842. Fillmore udsattes også for en hel del pres af en almenhed, som var blevet oprørt af begivenhederne ved Sandy Lake.
Ved aftaler i La Pointe 1854 og Washington D.C. 1855 fastsloges reservatområderne, og eftersom ojibwaerne, i modsætning til mange andre stammer, havde det held, at intet guld eller andre særligt værdifulde råvarer senere blev fundet i dem, fornyedes aftalen 1934 ved Indian Reorganization Act. To af ojibwagrupperne, Sokaogon og Minisinaakwaang, nægtede dog at underskrive aftalerne i 1854 og 1855, og i hvert fald deres nuværende ophold ved reservaterne i St Croix og Mole Lake må historisk ses som resultat af tvangsforflytninger, egentlig baserede på en racistisk ideologi, eller med et modernere udtryk etnisk rensning.
Den ojibwagruppe, som de hvide kaldte "Pillagers", blev den sidste gruppe af USAs urbefolkninger, som var involveret i en militær konflikt med USA. Den 5. oktober 1898 udkæmpede de en kamp med skydevåben mod USAs tredje infanteriregiment efter at infanteriet "ved en fejl" havde beskudt ojibwa-lejren ved Leech Lake.

### Ojibwaerna i Canada
I kontakterne mellem ojibwaer og hvide udvikledes tidligt en forhandlingskultur. Den blev især fremgangsrig i Canada, hvor nogle virkeligt alvorlige konflikter aldrig brød ud. En vigtig årsag, ud over franskmændenes og senere briternes forhandlingsevner, var og er fortsat den, at Canada er et meget tyndt befolket land i sammenligning med USA. Det har været relativt let for store dele af de canadiske urbefolkninger at finde store landområder, som de hvide egentlig aldrig har været særligt intresserede i, men hvor der findes ressourcer, som kan udvindes i lille skala. For de områder, som er blevet interessante, er forhandlinger igangsatte og aftaler indgåede om de fleste. En del forhandlinger pågår dog fortsat.
Den for ojibwaerne vigtigste aftale er nummer tre af de elleve store aftaler, som er indgået med First Nations, som er det canadiske udtryk for landets urindbyggere. Aftalen blev indgået den 3. oktober 1887 mellem Storbritannien og ojibwaerna og regulerer fordelingen af jord og fiskevand i det nordvestlige Ontario og den østligste del af Manitoba. En anden meget vigtig aftale var den første, som blev indgået i 1871, og som blev vejledende for hvorledes, relationerne skulle håndteres i fremtiden. Ved at indgå aftaler – og holde fast i dem – har man i Canada kunnet undgå de voldsomme konflikter med urbefolkningerne, som kendetegner USAs historie. Tvangsforflytninger og etnisk rensning har aldrig været aktuelle for de ojibwaer, hvis skæbne det var at havne på den nordlige side af den grænse, som de hvide erobrere tegnede mellem deres områder.

## Social struktur og kulturmønster

### Klaner og totem
Grundlaget for algonkinstammernes sociale organisation er slægten og klanen, som er patrilineær, med andre ord fødes man ind i sin fars klan. Alle ojibwaklaner har totem; selve ordet er et ojibwaord: doodem. Hver klan (odoodem) har navn efter et totemdyr, med en undtagelse: nibinaabe, hvis totem er en fantasifigur, halvt menneske og halvt fisk. Ifølge ojibwamytologien var de oprindelige klaner fem i antal, men gennem tidernes gang er disse udviklet til mere end 20 af flere årsager. Da William W. Warren kortlagde systemet omkring 1850, fandt han dog, at omkring 80% af ojibwaerna tilhørte et af de fem oprindelige og at en del klaner var så små, at deres eksistens ikke var alment kendte blandt ojibwaer uden for det lokalsamfund, hvor de fandtes.
Næsten alt hvad der er kendt om klansystemets tidligere historie hidrører i sidste ende fra en og samme informant, den oven for omtalte ojibwahøvding Eschkebug-e-coshe, som i flere år gav en mængde oplysninger om odoodem-systemet til Warren. Eschkebug-e-coshe var selv hovedmand for en af de fem oprindelige klaner, awazii (også wawaazisii), der har en fisk som sit totemdyr: arten "brown bullhead" (Ameiurus nebulosus). Som flere af de største klaner er den inddelt i underafdelinger med andre fisk som underordnede totem. En lignende opdeling har for eksempel bjørneklanen (noka) som er den største af alle og i Warrens tid omfattede ca 1/6 af alle ojibwaer. Den er inddelt efter bjørnens kropsdele i bjørnelabsklanen, bjørnehovedsklanen, bjørneribbensklanen, og så videre. Desuden findes en opdeling i to hovedkategorier, "sortbjørne" og "grizzlybjørne".
Klansystemet bygger på slægtskab gennem blod og bryder alle andre grænser. Det er helt normalt at en ojibwa har slægtninge i en anden stamme, for eksempel ottawaerne, som tilhører samme klan som han og hvem han er skyldig at bistå ganske som han bistår sine slægtninge inden for stammen. I visse henseender går klanens interesser langt forud for stammens og den lokale gruppes, selv om grupperne ofte er sammensat således, at en af klanerne udgør en dominerende majoritet inden for dem. Rene borgerkrige mellem klaner inden for stammen er forekommet blandt ojibwaerne, i hvert fald ifølge deres egne beretninger og en klan med alt for stærke magtaspirationer skal være blevet udryddet næsten fuldstændigt i en sådan strid.
Der findes også ikke-algonkinske indslag i systemet. Alle medlemmer af ojibwaernes ulveklan (mahiingan) stammer på fædrene side fra siouxer som på forskellig vis har ydet deres bidrag til stammens gener, enten ved blandede ægteskaber under de korte fredsperioder eller ved at siouxbørn er blevet indlemmet ved kidnapninger. Ørneklanen (migizi) har hvide amerikanere blandt sine forfædre. Nibinaabeklanen findes også hos winnebagoerne og udgøres der med største sandsynlighed af efterkommere til en eller flere ojibwakrigere fra den klan, som ved en eller anden lejlighed har fået børn med winnebagokvinder.

### Livsstil og kulturelle hovedtræk
Ojibwaerna er gennem sin successive forflytning vestpå i historiens løb blevet delt op i et antal undergrupper. Levemåden og kulturen har på grund af dette – ligesom sproget – udviklet sig i forskellige retninger. De vestligste ojibwaer kalder sig nakawē og adskiller sig kulturelt fra de østlige grupper ved at være mindre konservative og mere villige til at optage indslag fra fremmende kulturer. De udvikledes gennem deres fredelige kontakter med assiniboiner og cree successivt til prærieindianere, skaffede sig hestehjorder, begyndte at anvende tipin som bolig og ophørte med at dyrke jorden. Nakawē-ojibwaernes kulturelle receptivitet giver sig også udtryk i deres dialekt, nakawēmowin, som afviger relativt meget fra de dialekter, som tales af de østligere ojibwagrupper, især ved et markant indslag af låneord fra cree og kolonifransk. Fra og med at de flyttede ud på prærien stoppede nakawē-ojibwaerne med at omgås regelmæssigt med andre anishinaabeg. De omgikkes mere med cree end med deres stammefrænder og forveksledes ikke sjældent af udenforstående med cree.
De østlige ojibwaer fortsatte med deres traditionelle livsstil, med faste bosættelser ved søer eller floder. De ernærede sig ved majs- og grønsagsavl som kompletteredes med især fiskeri, men tillige jagten var af stor betydning. Vildris var også en vigtig næringskilde, omend dets betydning for ojibwaernes traditionelle kost ofte er overdrevet af hvide observatører, som har overværet høsten. Efter at handelskontakter med hvide blev etableret, blev vildrisets betydning som næringskilde mindre og høsten fik efterhånden mest rituel karakter. Modsat deres vestlige stammefrænder investerede de østlige ojibwaer sjældent i heste. Næverkanoen var fra tidligere deres vigtigste transportmiddel, og de fortsatte længe med at have en traditionel barkmåttewigwam som hovedsagelig boligform. Ved vintertid anvendtes snesko, og ojibwaernes aflange variant er blevet stildannende for moderne snesko.
Ojibwaernes opdeling i grupper er styret dels af klanvæsenet, dels af slægtskab som regnes gennem begge forældre. I grunden boede og bor ojibwaerne i familiegrupper af en type, som kaldes udvidet familie eller storfamilie, i hvilken flere generationer og også kusiner indgik. Stamme- og gruppeorganisationen var nærmest et resultat af samarbejdsfordele, især i forsvarshenseende. Men der fandtes intet, som tvang en familie til at forblive sammen med en ojibwagruppe. De kunne når som helst flytte til en anden, eller danne en ny ved at flytte ud i et område, som ingen anden gjorde krav på.
Ojibwaerna var med tanke på deres store held i krig bemærkelsesværdigt fredelige. De havde intet ry som særskilt farlige for andre end deres arvefjender blandt urbefolkningerne. Deres måde at føre krig på adskilte sig også væsentligt fra for eksempel siouxernes og de fjernere slægtninge cheyennernes traditioner. Det hos disse stammer så højt vurderede håndgemæng mand mod mand med tælling af coup var ret fremmed for ojibwaernas mentalitet, selv om den type af stridigheder ikke altid kunne undgås.
Ojibwaernas idé om krig var snarere et vel planlagt baghold med massiv pileregn og/eller skyderi afsluttende med en diskret retræte, når man havde dræbt tilstrækkeligt mange fjender. En anden populær variant var at omringe fjendebyen mens fjenden sov og så overså teltene med kugler, inden at modstanderen nåede at fatte hvad, der var sket. Ojibwaernas hovedvåben var ikke nærstridsvåben som lanse og tomahawk, men bue og pil samt gevær. Ojibwaernes typiske helt var ikke krigeren, som for frem til sin modstander og slog ham ned med en tomahawk, men den som kunne ramme en fjende på lang afstand med hvert skud fra sit gevær. Man kan formode, at ojibwaerne på grund af deres tidlige kontakt med de hvide og anskaffelsen af store mængder skydevåben er blevet påvirkede af en europæisk synsmåde på hvorledes krig i svært fremkommeligt terræn og uden kavalleriunderstøttelse skulle føres.
Hos ojibwaerne fandtes der heller ikke det system med krigerselskaber, som forekom hos mange andre stammer, selv om bjørneklanen i en vis forstand fungerede som et krigerselskab med hovedansvaret for organiseringen af byernes forsvar.